# Hanns Dorn
Hanns Dorn (* 8. Juli 1878 in Kempten; † 4. August 1934 in München) war ein deutscher Ökonom, Sozialwissenschaftler und Publizist.

## Leben
Als Sohn von Johannes Dorn und seiner Ehefrau Karoline Klein absolvierte er das Humanistische Gymnasium Kempten. Anschließend studierte er die Fächer der Nationalökonomie, der Philosophie und der Rechtswissenschaften an der Universität München. Dort wurde er auch als Referendar in einem Praktikum tätig. Im Jahre 1902 erlangte er die Promotion zum Dr. oec. publ.
Im Auftrage der Gesellschaft für wirtschaftliche Ausbildung wirkte er an der Akademie für Sozial- und Handelswissenschaften in Frankfurt/Main von 1902 bis 1904. Im gleichen Zeitraum hatte er dort bei der Metallgesellschaft eine Beschäftigung zur Einführung in die Praxis der kaufmännischen Arbeit. Im Jahre 1906 habilitierte er sich an der Technischen Hochschule München.
Auf dem Gebiet der Sozialwissenschaften gab er ab 1905 mit Othmar Spann die Zeitschrift Kritische Blätter für die gesamten Sozialwissenschaften, die in Dresden erschien. Zwei Jahre später beendete er diese Tätigkeit. Ab 1907 hielt er an der Technischen Hochschule in einer Vertretung die Aufgabe, Hauptvorlesungen in den Fächern Nationalökonomie und Geschäftskunde für Techniker abzuhalten. Es folgte im Jahre 1909 ein Lehrauftrag im Fach Versicherungswesen und der Arbeiterfrage.
Von 1910 an engagierte er sich in der Frauenfrage und war Mitherausgeber der Zeitschrift Frauen-Zukunft, die erstmals im Jahre 1911 erschien. Er trat auch in Berlin auf einer Hauptversammlung für die Organisation Verband Fortschrittlicher Frauenvereine als Redner auf. An der Handelshochschule München wurde er im Jahre 1912 zum nebenberuflichen Dozenten ernannt. Als außerordentlicher Professor erhielt er 1912 einen Lehrauftrag für die Fächer Verkehrswesen, Statistik und Sozialversicherung an der Technischen Hochschule München.
Es folgte im Jahre 1913 seine Ernennung zum hauptamtlichen Dozenten an der Handelshochschule in München. Von der Stadtvertretung in Nürnberg erhielt er den Auftrag, die Organisation und Leitung der Unterrichtseinrichtungen für das Fach des Handels, insbesondere die Leitung als Direktor der gerade gegründeten Handelshochschule zu übernehmen. Während des Ersten Weltkrieges ging er von 1915 bis 1918 nach Brüssel, um dort beim Gouverneur in der Abteilung für Handel und Gewerbe als Referent zu arbeiten.
Ab 1918 wurde er bei der Deutscher Anker – Pensions- und Lebensversicherungs Aktiengesellschaft in Berlin leitender Direktor. Bei der Deutschen Lebensversicherungsbank Arminia in München berief man ihn im Jahre 1920 zum ordentlichen Vorstandsmitglied. Mit dem Wintersemester 1920/1921 ernannte man ihn zum ordentlichen Professor der Wirtschaftswissenschaften an der Technischen Hochschule München. Gleichzeitig wurde er in den Vorstand des Technisch-Wirtschaftlichen Instituts berufen.
Es folgte von 1922 bis 1926 die Übernahme des Vorstands der Wirtschaftswissenschaftlichen Abteilung und die Zugehörigkeit im Senat der Technischen Hochschule München. Ab 1926 nahm er die Berufung als Vorsitzender des Deutschen Vereins für Versicherungswissenschaft in Berlin an.
Im Jahre 1902 heiratete er Erika Rheinsch. Während seiner Zusammenarbeit mit Othmar Spann lernte seine Ehefrau diesen kennen und ließ sich 1906 von Dorn scheiden, um Spann zu heiraten. Dorn lernte während dieser Zeit die Freundin von Erika, Regina Ullmann, kennen. Sie gebar 1906 in Wien die Tochter Gerda, die aus dieser Beziehung stammt.
Später heiratete er Charlotte von Caemmerer, die Tochter des preußischen Generals Rudolf von Caemmerer. Während seiner Tätigkeiten in Bayern wohnte er in Grünwald und in München in der Flüggenstr. 6.

## Mitgliedschaften und Ämter
- Herausgeber der Zeitschrift Der Staats-Bürger. Eine Zeitschrift für das konstitutionelle Teutschland von 1910 bis 1915
- Korrespondierendes Ehrenmitglied vom Insurance Institute of America in New York

## Schriften (Auswahl)

### Als Autor
Aufsätze
- Die Frauenarbeit in der deutschen Volkswirtschaft. In: Frauen-Zukunft. 1. Jahrgang, II. Band, München und Leipzig 1911, S. 491ff., 604ff., 671ff.
- Der Hochschulunterricht in Versicherungs-Wissenschaft. In: Zeitschrift für die gesamte Versicherungswissenschaft. Band 17, 1917, S. 133.
- Carl von Rasp. In: Zeitschrift für die gesamte Versicherungswissenschaft. Band 17, 1917, S. 247.
- Die Volksversicherung in Belgien. In: Zeitschrift für die gesamte Versicherungswissenschaft. Band 18, 1918, S. 119.

Bücher
- Strafrecht und Sittlichkeit. Zur Reform des Deutschen Reichsstrafgesetzbuches. München 1907.
- Gutachterlicher Bericht über die Evangelische Vorsorge. Berlin 1931.

Als Herausgeber
- zusammen Hermann Beck und Othmar Spann: Kritische Blätter für die gesamten Sozialwissenschaften, 1. und 2. Jahrgang, 1905–1906[1]
- Der Staatsbürger. Halbmonatsschrift für politische Bildung. Leipzig, ab 1910.
- Festgabe für Alfred Manes aus Anlass seiner 25jährigen Tätigkeit als Vorstand des Deutschen Vereins für Versicherungs-Wissenschaft. Berlin 1927.